# Kosazke (Swenyhorodka)
Kosazke (ukrainisch Козацьке; russisch Казацкое Kasazkoje) ist ein Dorf im Zentrum der ukrainischen Oblast Tscherkassy mit etwa 1550 Einwohnern (2007) und einer Fläche von 627,83 Hektar.

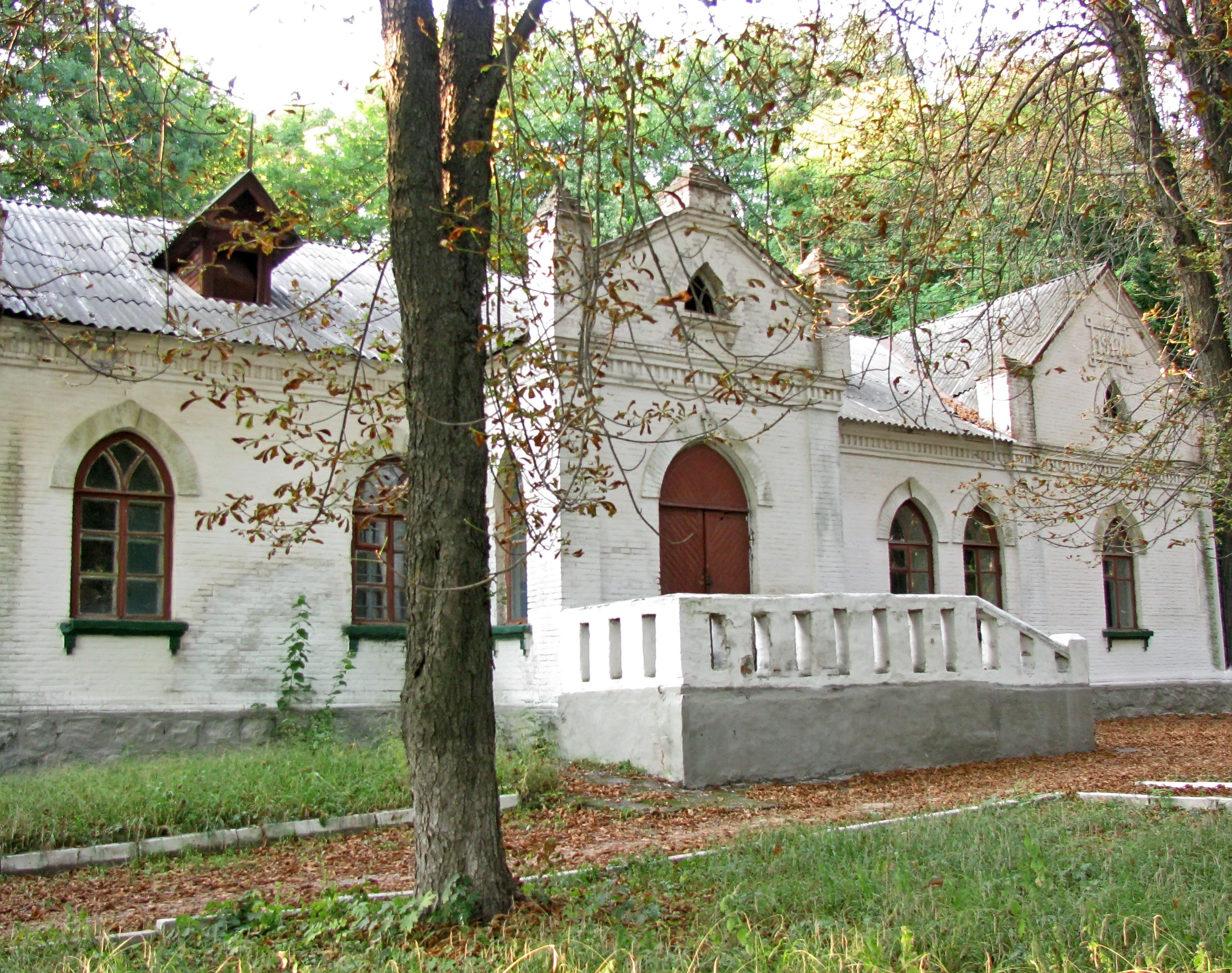
Landhaus beim Ort

Das erstmals Anfang des 18. Jahrhunderts schriftlich erwähnte Dorf liegt 18 km östlich vom Rajonzentrum Swenyhorodka und etwa 100 km südwestlich vom Oblastzentrum Tscherkassy. 2 km südlich vom Dorf verläuft die Fernstraße N 16.
Im Ort gibt es mit dem Dendrologischen Park Kosazke ein Denkmal der Landschaftsarchitektur von nationaler Bedeutung. Der 51 Hektar große Park wurde Ende des 18. Jahrhunderts angelegt.
Am 12. Juni 2020 wurde das Dorf ein Teil der neugegründeten Stadtgemeinde Swenyhorodka, bis dahin bildete es die gleichnamige Landratsgemeinde Kosazke (Козацька сільська рада/Kosazka silska rada) im Osten des Rajons Swenyhorodka.

## Söhne und Töchter der Ortschaft
- Iwan Pidoplitschko (Іван Григорович Підоплічко 1905–1975),  ukrainischer Zoologe, Paläontologe, Mammaloge und Evolutionist